# Selaginella phanotricha
Selaginella phanotricha är en mosslummerväxtart som beskrevs av Bak.. Selaginella phanotricha ingår i släktet mosslumrar, och familjen mosslummerväxter. Inga underarter finns listade i Catalogue of Life.